# Хантли (Монтана)
Хантли (енгл. Huntley) насељено је место без административног статуса у америчкој савезној држави Монтана.

## Демографија
По попису из 2010. године број становника је 446, што је 35 (8,5%) становника више него 2000. године.
| Група             | 2000.       | 2010.       |
| Белци             | 395 (96,1%) | 410 (91,9%) |
| Афроамериканци    | 0 (0,0%)    | 0 (0,0%)    |
| Азијати           | 1 (0,2%)    | 2 (0,4%)    |
| Хиспаноамериканци | 13 (3,2%)   | 22 (4,9%)   |
| Укупно            | 411         | 446         |